# Josty-Brauerei

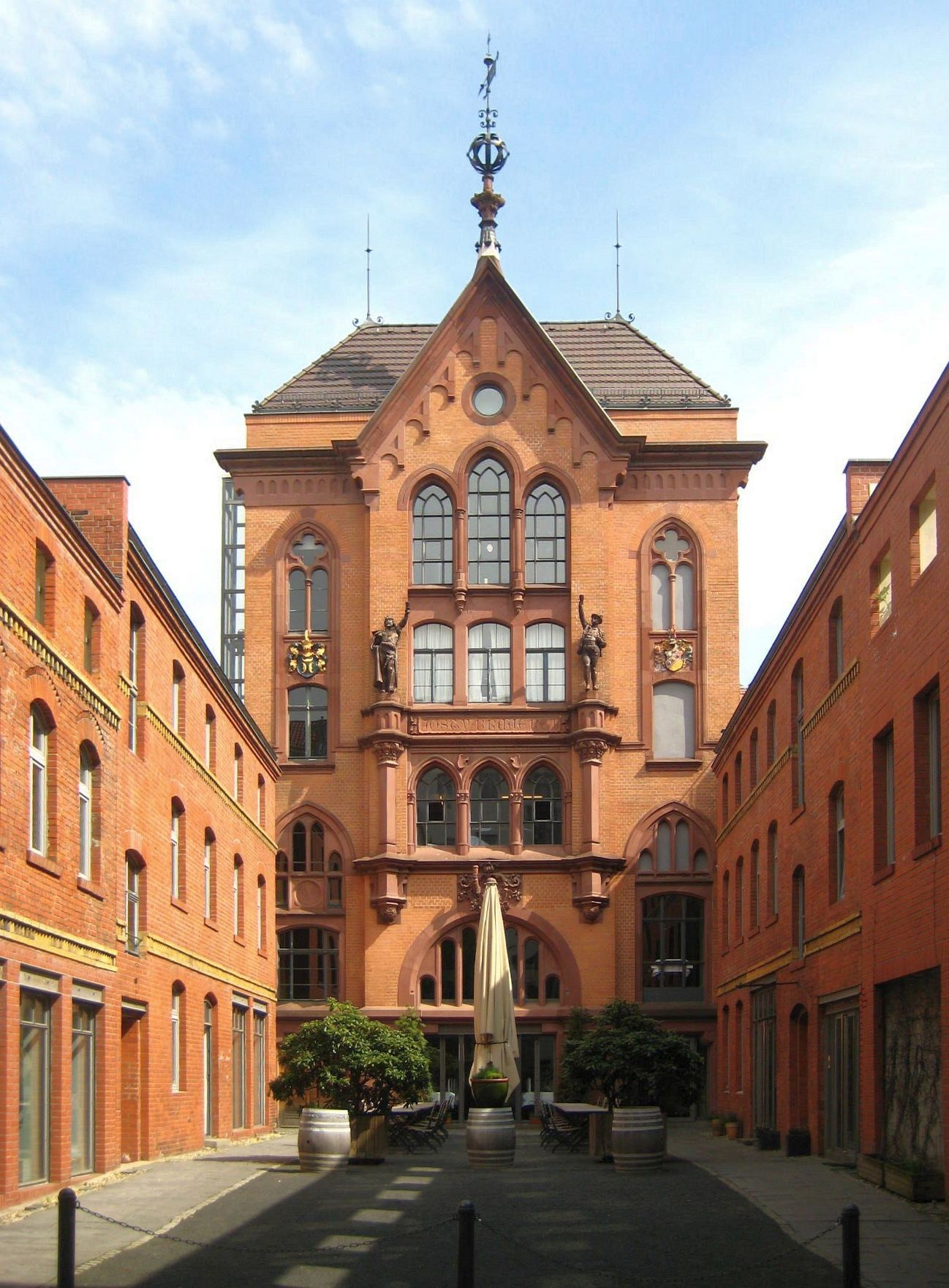
Ehemalige Brauerei Josty (2010)

Die Josty-Brauerei ist eine ehemalige Brauerei in Berlin-Mitte. Der in einem Innenhof in der Rosenthaler Vorstadt gelegene Bau aus dem Jahr 1890–1891 bildet zusammen mit einem straßenseitigen Mietshaus aus dem Jahr 1878 und zwei dreigeschossigen Wirtschaftsflügeln, die zwischen 1860 und 1880 errichtet worden sind, eine unter Denkmalschutz stehende Gebäudegruppe in der Bergstraße.

## Geschichte
Die Josty-Brauerei wurde von dem Schweizer Daniel Josty (1777–1845) gegründet, der mit seinem Bruder Johann Josty (1773–1826) nach Berlin gekommen war. Johann gründete das Café Josty, Daniel vertrieb 1831 ein Schokoladen-Getränk und gründete die Brauerei, damals in der Prenzlauer Straße.
Ab 1890 wurde das fünfstöckige Brauereigebäude in einem Hinterhof in der Bergstraße durch die Architekten Hermann Enders und Hahn im Stil der romantisierenden Neorenaissance erbaut. Das durch Josty hergestellte Malzbier war ein Erfolg. 1903 wurde das Brauhandwerk jedoch wieder eingestellt. Später wurde die Brauerei als Pferdestall und Wurstfabrik genutzt. Der jedoch in DDR-Zeit und nach 1990 durch wiederholten Leerstand beeinträchtigte Bau wurde zwischen 1994 und 1995 durch die Architekten Elwardt und Lattermann renoviert. Für die Erhaltung wurden die Architekten mit einem Denkmalpreis ausgezeichnet.